# Adam Sullivan
Pour les articles homonymes, voir Ausa.
Adam Sullivan (A.U.S.A.) est une sitcom américaine en douze épisodes de 22 minutes créée par Richard Appel dont seulement huit épisodes ont été diffusés du 4 février 2003 au 1er avril 2003 sur le réseau NBC.
En France, la série fut diffusée sur TPS Cinéfamily dans le courant de l'année 2003.

## Synopsis
Adam Sullivan est un avocat prometteur, mais particulièrement naïf. Sa vie professionnelle tant que privée n'est donc pas de tout repos…

## Distribution
- Scott Foley (V. F. : Mathias Kozlowski) : Adam Sullivan
- Amanda Detmer (V. F. : Laura Préjean) : Susan Rakoff
- Eddie McClintock (V. F. : Sébastien Desjours) : Owen Harper
- Ana Ortiz (V. F. : Odile Schmitt) : Ana Rivera
- Peter Jacobson (V. F. : Jean-Loup Horwitz) : Geoffrey Lawrence
- John Ross Bowie (V. F. : Adrien Antoine) : Walter « Wally » Berman

- Version française
  - Société de doublage : Synchro-France[1]
  - Direction artistique : Jean Roche[1]

Sources V. F. : Doublage Séries Database

## Épisodes
1. titre français inconnu (Pilot)
2. titre français inconnu (Rich Man, Poor Man)
3. titre français inconnu (12 Happy Grandmothers)
4. titre français inconnu (Till Death Do Us Part)
5. titre français inconnu (The Joint Report... A Love Story)
6. titre français inconnu (Walter's First Lawsuit)
7. titre français inconnu (Sullivan, Rakoff, & Associate)
8. titre français inconnu (The Kiss)
9. titre français inconnu (Top Secret)
10. titre français inconnu (Witness Protection)
11. titre français inconnu (Just Friends)
12. titre français inconnu (Nothing But the Truth)